# Баньярия-Арса
Баньярия-Арса (итал. Bagnaria Arsa) — коммуна в Италии, располагается в регионе Фриули-Венеция-Джулия, в провинции Удине.
Население составляет 3526 человек (2008 г.), плотность населения составляет 183 чел./км². Занимает площадь 19 км². Почтовый индекс — 33050. Телефонный код — 0432.
Покровителями коммуны почитаются святая Филомена и святой Георгий Победоносец, празднование 23 апреля.

## Демография
Динамика населения:

## Администрация коммуны
- Официальный сайт: http://www.comune.bagnariaarsa.ud.it